# Chaskovo-Malevo flygplats
Chaskovo-Malevo flygplats är en flygplats i Bulgarien. Den ligger i regionen Chaskovo, i den centrala delen av landet, 210 km öster om huvudstaden Sofia. Den är uppkallad efter staden Chaskovo, 8 km nordväst om flygplatsen, och byn Malevo.